# Yonex
Yonex – японский производитель экипировки для бадминтона, тенниса и гольфа. Производит ракетки, воланы, клюшки, одежду и аксессуары для данных видов спорта.

## История
Компания основана Минору Ёнэяма в 1946 году. Первоначальное название – Yoneyama. Первые товары: пробки для бочек и поплавки для рыболовецких сетей. После неудачи в этом бизнесе компания переориентировалась на производство ракеток для бадминтона для других брендов (1957). 
В 1961 году Yoneyama создаёт свой собственный бренд бадминтонных ракеток. Через три года компания становится лидером продаж этого вида товара в Японии и начинает осваивать зарубежные рынки. 
В 1971 году разработаны ракетки для большого тенниса. 
В 1974 году компания приобрела современное название – Yonex.

## Настоящее
Yonex – заметный производитель на рынке товаров для бадминтона и игрок на рынках товаров для большого тенниса и гольфа. Компания осуществляет масштабное финансирование профессиональных турниров. 
Yonex - партнёр Всемирной федерации бадминтона.